# L'Enfer de la guerre
Pour l’article homonyme, voir Commando.
Pour plus de détails, voir Fiche technique et Distribution.
L'Enfer de la guerre (titre original : Commandos) est un film italo-ouest-allemand d'Armando Crispino sorti en 1968.

## Synopsis
En 1943, des soldats italo-américains sont envoyés en mission en Afrique du Nord pour prendre le contrôle d'une oasis, dans l'attente de l'arrivée de troupes alliées. Alors que l'opération réussit, une division de l'Afrikakorps débarque sur place.

## Fiche technique
- Titre original : Commandos
- Réalisation : Armando Crispino
- Scénario : Lucio Battistrada, Armando Crispino, Stefano Strucchi et Dario Argento d'après une histoire de Menahem Golan, Don Martin et Artur Brauner
- Directeur de la photographie : Benito Frattari
- Montage : Daniele Alabiso
- Musique : Mario Nascimbene
- Production : Chroscicki, Sansone et Artur Brauner (non crédité)
- Genre : Film de guerre
- Pays :  Italie,  Allemagne de l'Ouest
- Durée : 95 minutes
- Date de sortie :
  -  Italie : 19 novembre 1968
  -  France : 21 juillet 1969
  -  Allemagne de l'Ouest : 8 août 1969

## Distribution
- Lee Van Cleef (VF : Henry Djanik) : Sergent Sullivan
- Jack Kelly (VF : Pierre Hatet) : Capitaine Valli
- Akim Berg (VF : Roland Ménard) : Oberleutnant Heitzel Agen
- Giampiero Albertini (VF : Jacques Richard) : Aldo
- Romano Puppo (VF : Bernard Tiphaine) : Dino
- Marino Masè (VF : Jean-Louis Jemma) : lieutenant Tomassini
- Gotz George (VF : Jean Brassat) : Oberleutnant Rudi
- Pier Paolo Capponi (VF : Philippe Mareuil) : Corbi
- Ivano Staccioli (VF : Serge Sauvion) : Rodolfo
- Marilù Tolo (VF : Perette Pradier) : Adriana
- Heinz Reincke (VF : Albert Augier) : Officier Hans
- Helmut Schmid (VF : Jean-Paul Coquelin) : Sergent Miller
- Otto Stern (VF : Jacques Berthier) : Sergent Braumann
- Pier Luigi Anchisi (VF : Marc de Georgi) : Riccio
- Gianni Brezza : Marco
- Duilio Del Prete : Bruno
- Lorenzo Piani (VF : Jacques Bernard) : Bianca
- Biagio Pelligra (VF : Bernard Woringer) : Carmelo
- Franco Cobianchi (VF : Albert Augier) : Abu Ali, le gérant de l'hôtel